# Dix-sept Filles
Pour plus de détails, voir Fiche technique et Distribution.
Dix-sept Filles est un film français réalisé par Delphine et Muriel Coulin. Il a été tourné entre le 26 juillet et le 15 septembre 2010, en Bretagne, notamment dans les villes de Lorient (principalement), Étel, Guidel, Plœmeur, dans le Morbihan. Il est sorti en salles le 14 décembre 2011. Le film a concouru pour la Caméra d'or au Festival de Cannes 2011 et a remporté le prix Michel-d'Ornano au Festival de Deauville cette même année.

## Synopsis
À Lorient, dix-sept adolescentes d’un même lycée prennent ensemble une décision inattendue et incompréhensible aux yeux des garçons et des adultes : elles décident de tomber enceintes en même temps car l’une d’entre elles, Camille (Louise Grinberg), tombe enceinte après un problème de préservatif avec un partenaire sexuel qui n'est pas son petit ami.
Dans une ville qui connaît à ce moment-là des problèmes socio-économiques avec la crise de la pêche et celle de l'industrie, ces jeunes filles ne veulent pas se soumettre au code de bonne conduite traditionnel et veulent juste « donner l'amour qu'elles ont à donner à un bébé ».
Camille, qui vit seule avec sa mère débordée par son travail, est la première à découvrir la positivité d'un test de grossesse et veut garder cet enfant ; c'est pourquoi elle va convaincre les autres de tomber enceintes et d'élever, ensemble, leurs enfants. S'émanciper, tel est le maître mot des jeunes adolescentes qui bâtissent un plan pour ne plus être sujettes aux réflexions de leurs parents : « On n'entendra plus jamais des réflexions du style « Range ta chambre ! » […] On deviendra jamais comme nos parents, on n'aura que seize ans d'écart avec nos mômes, c'est idéal, on sera proche d'eux, pas de choc des générations ! ». Elles décident d’éduquer leurs futurs enfants ensemble (sous la forme d'une « communauté hippie »).
Mais tout ne se passe pas comme elles le prévoyaient...

## Fiche technique
- Réalisatrices : Delphine Coulin et Muriel Coulin
- Scénario : Delphine Coulin et Muriel Coulin
- Producteur Délégué : Denis Freyd
- Producteur Exécutif : André Bouvard
- Société de production : Archipel 35
- SOFICA : Cinémage 5
- Directeur de la Photographie : Jean Louis Vialard
- Montage : Guy Lecorne
- Durée : 86 minutes
- Budget : 3 010 000 €
- Chef Décorateur : Benoit Pfauwadel
- Date de sortie : France 14 décembre 2011

## Distribution
- Louise Grinberg : Camille
- Esther Garrel : Flavie
- Roxane Duran : Florence
- Solène Rigot : Mathilde
- Juliette Darche : Julia
- Yara Pilartz : Clémentine
- Florence Thomassin : la mère de Camille
- Noémie Lvovsky : l'infirmière du lycée
- Carlo Brandt : le proviseur
- Frédéric Noaille : Florian
- Arthur Verret : Tom
- Jocelyne Desverchère : la mère de Clémentine
- Serge Moati : le journaliste TV

## Autour du film
Le film est inspiré du fait divers survenu en 2008 aux États-Unis, dans la ville de Gloucester, où dix-sept adolescentes ont conclu un pacte sur une année pour tomber enceintes,.
D'après le magazine Première, Dix-sept Filles se rapproche de Virgin Suicides de Sofia Coppola, « Même langueur pop, même image délicatement granuleuse, même genre de casting féminin hétérogène, même absence de garçons, réduits à des rôles de faire-valoir ».
Film sélectionné à la Semaine de la critique (Festival de Cannes 2011), aux festivals de San Francisco, Colcoa (Los Angeles), Boston, New York (Rdv with French Cinema), Washington, Cleveland, Montreal, Mumbai, Hong-Kong, Taipei, Vienne, Athènes, Göteborg, Ljubjana, Bratislava, Stuttgart, Namur, Bienne, La Réunion, Gijón, Rabat, Helsinki, Turin, Londres...

## Distinctions
- Semaine de la critique / Festival de Cannes 2011 : en compétition pour le Grand Prix de la Semaine de la critique et pour la Caméra d'or
- Festival de Deauville 2011 : Prix Michel-d'Ornano
- Césars 2012 : nommé au César du meilleur premier film